# نيل فوكس (لاعب دوري الرغبي)
نيل فوكس (بالإنجليزية: Neil Fox)‏ هو لاعب دوري الرغبي بريطاني، ولد في 4 مايو 1939 في Sharlston ‏ في المملكة المتحدة.